# Sam Bowie
Pour les articles homonymes, voir Bowie.
Sam Bowie (né le 17 mars 1961 à Lebanon, Pennsylvanie), est un ancien joueur américain de National Basketball Association connu notamment pour avoir été sélectionné entre Hakeem Olajuwon et Michael Jordan lors de la Draft 1984 de la NBA.

## Lycée et université
En tant que joueur au lycée de Lebanon, Bowie est l'un des joueurs les plus convoités. Réalisant des moyennes de 28 points et 18 rebonds par match, il est naturellement élu McDonald's All-American. En junior, il conduit les Cedars aux finales de l’État où ils sont défaits par Schenley High School, mais est nommé joueur de l'année devant un autre pivot Ralph Sampson, futur joueur des Rockets de Houston. Les deux se rencontrent lors du Capital Classic all-star game qui oppose les meilleurs joueurs de la capitale à ceux du reste des États-Unis. Le duel tourne à l'avantage de Sampson, mais cela ne l'empêche pas d'être recruté par les Wildcats du Kentucky.
En freshman, il aligne 12 points et 8 rebonds par rencontre et se voit sélectionné pour les Jeux olympiques d'été de 1980 avec l'équipe américaine avant le boycott des JO de Moscou par les États-Unis. Lors de sa saison sophomore, il porte ses statistiques à 17,5 points et 9 rebonds et est élu dans le troisième cinq NCAA de la saison. Il établit un record, depuis égalé, du nombre de contres réussis sur une rencontre avec neuf blocks. En cette fin de saison, il se blesse pour la première fois de sa saison en retombant lourdement sur sa jambe gauche alors qu'il allait au dunk lors d'une des dernières rencontres de la saison face aux Commodores de Vanderbilt. Il continue néanmoins à jouer lors du tournoi final NCAA mais il réalise son plus mauvais match lors du premier tour face aux Blazers de l'UAB, défaite 69-62 au cours de laquelle il est éliminé peu après la mi-temps. La gravité de sa blessure est établie peu après et lui fera manquer toute la saison 1982-1983.
Il réussit une belle saison 1983-1984 (10,5 points, 9,2 rebonds et 1,9 passe décisive pour son année senior) où il est élu dans le second meilleur cinq NCAA. Son match réussi face aux Cardinals de Louisville lui vaut avec son coéquipier Melvin Turpin les honneurs de la couverture de Sports Illustrated. Les Wildcats remportent le titre de la SEC avec un bilan de 26 victoires pour seulement 4 revers. Ils de qualifient pour le Final Four NCAA à Seattle où ils doivent s'incliner face aux Hoyas de Georgetown de Patrick Ewing.

### Statistiques NCAA
| Saison      | Équipe   | Matchs | Titul. | Min./m | % Tir | % 3pts | % LF | Rbds/m. | Pass/m. | Int/m. | Ctr/m. | Pts/m. |
| ----------- | -------- | ------ | ------ | ------ | ----- | ------ | ---- | ------- | ------- | ------ | ------ | ------ |
| 1979–1980   | Kentucky | 34     | -      | 26,1   | 53,1  | -      | 76,4 | 8,1     | 0,8     | 0,4    | 2,1    | 12,.9  |
| 1980–1981   | Kentucky | 28     | -      | 32,0   | 52,0  | -      | 72,0 | 9,1     | 1,4     | 0,6    | 2,9    | 17,4   |
| 1983–1984   | Kentucky | 34     | -      | 28,8   | 51,6  | -      | 72,2 | 9,2     | 1,9     | 0,6    | 1,9    | 10,5   |
| En carrière |          | 96     | -      | 28,8   | 52,2  | -      | 73,5 | 8,8     | 1,4     | 0,5    | 2,3    | 13,4   |

## Un choix de draft controversé

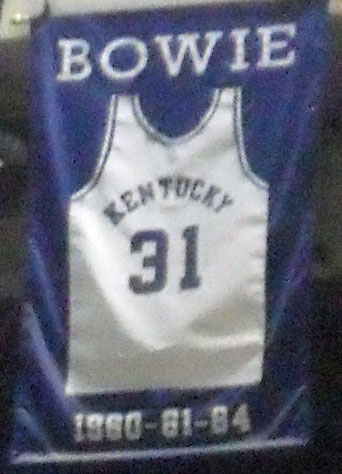
Le maillot de Sam Bowie retiré par les Wildcats.

Sortant d'une saison réussie (48 victoires et 34 défaites), les Trail Blazers de Portland détiennent cependant le deuxième choix en vertu d'un transfert conclu avec les Pacers de l'Indiana en 1981 puis du tirage au sort qui les oppose aux Rockets de Houston. Les Blazers choisissent Sam Bowie, alors que Michael Jordan est encore sélectionnable, ce qui est considéré, au vu des carrières ultérieures des deux hommes, comme l'une des plus grosses erreurs de jugement d'une Draft de la NBA,,. Cependant, à l'époque, il n'était pas attendu que Michael Jordan fasse une carrière si brillante.
Les Blazers préfèrent Bowie à Jordan parce qu'ils ont déjà un arrière performant avec Jim Paxson et un autre jeune joueur très prometteur, Clyde Drexler, pour prendre sa succession sur le même poste sans oublier le récent renfort de Kiki Vandeweghe en ailier shooteur échangé contre le meneur Fat Lever et l'ailier Calvin Natt. La franchise recherche alors un successeur à Bill Walton, leur pivot et leader en 1976-1977, la seule année où les Blazers remportent le titre NBA, afin d'épauler Mychal Thompson à l'intérieur.
Le magazine spécialisé Mondial Basket dresse son palmarès des plus grandes déceptions de la draft et accorde la première place à Sam Bowie, devant Darko Miličić, 2e choix de la draft 2003 et Michael Olowokandi, 1er choix en 1998.

## Carrière NBA
En dépit d'une carrière de dix ans dans la NBA avec une moyenne de 10,9 points et 7,5 rebonds par match, la carrière de Bowie est interrompue cinq fois par des opérations chirurgicales de la jambe, ce qui le limite à 139 matchs en cinq ans pour les Blazers,. Si sa première saison professionnelle peut être vue comme correcte avec 10,0 points, 8,6 rebonds et 2,7 contres de moyenne en 30 minutes et 76 matchs disputés, elle reste médiocre pour un deuxième choix de la draft, qui plus est dans une saison avec 42 victoires contre 48 l'année précédente. La situation empire durant la saison 1985-1986, puisqu'il ne dispute que 38 rencontres même si sa moyenne de points progresse légèrement à 11,6 points par match. Il ne joue ensuite que 25 matchs en trois ans, ne disputant donc qu'une saison pleine sur cinq passées à Portland se brisant successivement le tibia gauche, le droit, puis de nouveau le gauche.
Bowie déclare des années plus tard que dans un documentaire qu'il n'aurait pas été tout à fait franc lors de son examen médical : « Je me souviens d'eux avec un petit maillet, quand ils ont frappé sur mon tibia gauche et que je leur ai dit « Je ne sens rien ». Mais au fond de moi, j'avais mal ». Cependant les Blazers ne pouvaient ignorer la fragilité de Bowie qui avait manqué deux saisons universitaires à Kentucky et que ses statistiques en sophomore étaient de 17,4 points en 1980-1981, mais seulement de 10,5 points pour sa cinquième année en 1983-1984. Interrogé par le journal The Oregonian, Sam Bowie nie avoir menti ou triché et affirme que ces propos extraits d'une heure d'entretien ont été exagérés. Rappelant qu'il avait subi une batterie de tests médicaux avec plusieurs médecins, des scanners, des radiographies, des IRM et l'avis final favorable du docteur Robert Cook, il déclare : « Mon inconfort n'était pas au point où j'allais dire aux Portland Trailblazers ou à quiconque « Ma jambe est extrêmement douloureuse. Je ne me choisirais pas à la draft. Je ne crois pas que je puisse faire carrière en NBA.» ».
Après quatre saisons émaillées de blessures avec les Trail Blazers où il inscrit une moyenne de 10,5 points par match, Bowie est transféré aux Nets du New Jersey avec un premier tour de draft 1989 (qui sera Mookie Blaylock) en échange de Buck Williams le 24 juin 1989. Les quatre saisons de Bowie dans le New Jersey furent ses meilleures; il inscrit 12,8 points et 8,2 rebonds de moyenne par match et ne manque jamais plus de 20 matches dans une saison. Il établit en mars 1991 sa meilleure marque avec 38 points et 20 rebonds pour l'emporter face aux Wolves. Ces assez bonnes performances attirent même l'attention des Bulls de Chicago qui proposent à Bowie de rejoindre Jordan dans l'équipe qui allait réaliser une année record avec 72 victoires en saison régulière. Bowie accepte une invitation à dîner de Phil Jackson et rencontre même Jordan qui lui dit « Écoute, grand, nous allons gagner avec ou sans toi, mais ce sera beaucoup plus simple avec toi. » Bowie décline cependant l'offre.
Le 21 juin 1993, les Nets le transfèrent avec un second tour de la draft 1998 (qui sera Toby Bailey) aux Lakers de Los Angeles en échange de Benoit Benjamin. Gêné par des blessures il ne prend part qu'à 25 rencontres (18,9 points et 5,2 rebonds) pour sa première saison en Californie et 67 au cours de sa seconde (4,6 points et 4,3 rebonds), au terme de laquelle il annonce prendre sa retraite de joueur.
En cumul lors de sa carrière, Bowie réalise des moyennes de 10,9 points, 7,5 rebonds et 1,78 contre au cours d'un total de 511 matchs dont 349 titularisations.

## Vie après le basketball
Bowie est copropriétaire d'une écurie de chevaux dans le Kentucky.